# 17 zim
17 zim – album grupy Pod Budą zawierający pastorałki zimowe i świąteczne.
Nagrań na płytę dokonano w 1991 w Studiu Dworek Białoprądnicki. Płyta zawiera 12 pastorałek skomponowanych przez Andrzeja Sikorowskiego i Jana Hnatowicza, teksty (z jednym wyjątkiem) napisał Andrzej Sikorowski. Album zawiera m.in. „Pastorałkę dla bałwanów”, cover amerykańskiej pastorałki skomponowanej przez Feliksa Bernarda. Pastorałki z płyty 17 zim Grupa Pod Budą zaśpiewała w programie telewizyjnym „Nasze pastorałki”, nagranym w 1993, zrealizowanym przez Dariusza Pawelca.
Płyta kompaktowa ukazała się w 1994 nakładem wytwórni Pomaton EMI. Materiał z albumu 17 zim został również wydany na kasecie noszącej tytuł Nasze pastorałki, wydanej przez krakowską firmę Stebo.

## Muzycy
- Anna Treter – śpiew, instrumenty klawiszowe
- Andrzej Sikorowski – śpiew, gitara akustyczna
- Marek Tomczyk – gitara elektryczna, gitara akustyczna
- Andrzej Żurek – gitara basowa

gościnnie:
- Grzegorz Schneider – perkusja

## Lista utworów
| 1.  | „Pastorałka Ding – Dong” (muz. Jan Hnatowicz)                | 3:35  |
|     |                                                              |       |
| 2.  | „Pastorałka na karnawał” (muz. Jan Hnatowicz)                | 2:50  |
|     |                                                              |       |
| 3.  | „Pastorałka bezwizowa” (muz. Andrzej Sikorowski)             | 2:55  |
|     |                                                              |       |
| 4.  | „Pastorałka marzenie” (muz. Andrzej Sikorowski)              | 2:00  |
|     |                                                              |       |
| 5.  | „Zobacz Anno” (muz. Wojciech Jarociński, sł. Adam Ziemianin) | 2:10  |
|     |                                                              |       |
| 6.  | „Pastorałka dla poetów” (muz. Jan Hnatowicz)                 | 3:20  |
|     |                                                              |       |
| 7.  | „Pastorałka dla bałwanów” (muz. Feliks Bernard)              | 3:10  |
|     |                                                              |       |
| 8.  | „Pastorałka dla córki” (muz. Andrzej Sikorowski)             | 2:40  |
|     |                                                              |       |
| 9.  | „Pastorałka dla staruszków” (muz. Jan Hnatowicz)             | 4:10  |
|     |                                                              |       |
| 10. | „Góralska kolęda” (muz. Andrzej Sikorowski)                  | 2:05  |
|     |                                                              |       |
| 11. | „Nowy Rok” (muz. Andrzej Sikorowski)                         | 2:50  |
|     |                                                              |       |
| 12. | „Pastorałka Pod Budą” (muz. Pod Budą)                        | 2:05  |
|     |                                                              |       |
|     |                                                              | 33:50 |
|     |                                                              |       |